# ログヴォロド・ボリソヴィチ
ログヴォロド・ボリソヴィチ（あるいはログヴォロドヴィチ）（ロシア語: Рогволод Борисович、12世紀初頭 - 1171年以降）は、ポロツク公ボリス（あるいはログヴォロド）の子である。出自はポロツク・イジャスラフ家のドルツク系。聖名ヴァシリー。ドルツク公：1127年 - 1129年、1140年 - 1144年、1158年 - 1159年、1162年 - 1171年以降。ポロツク公：1144年 - 1151年、1159年 - 1162年。

## 生涯
ログヴォロドは12世紀の始めに生まれた。1129年までには、ポロツク公国領内のいずれかに分量地を領有していた。その後ドルツク公国の統治者となるが、それはおそらく、1127年に父のボリスがポロツク公になった時点であると考えられる。この年、ポロツクの人々は、ログヴォロドのおじであるダヴィドを追放したのである。しかし父のボリスは翌年に死亡し、結果として、ダヴィドとログヴォロドの間の闘争が始まることとなった。さらにキエフ大公ムスチスラフが介入し、ポロツクへの大規模な遠征を行っている。
1129年、キエフ大公ムスチスラフはポロヴェツ族への遠征を立案し、ポロツクの諸公への参加を命じたが、ログヴォロドら諸公はこれに従わなかった。さらには、ムスチスラフとポロヴェツ族との衝突中に、ログヴォロドはダヴィドと開戦し、またムスチスラフの親族の所有地を襲った。遠征から帰還したムスチスラフは、ポロツク公国領にヴォエヴォダ（軍司令官）を派遣し、ログヴォロドを含むポロツクの諸公を捕縛すると、キエフへと連行した。1130年、ログヴォロドらは家族とともにビザンツ帝国へ追放された。
1140年、ログヴォロドはキエフ大公ヤロポルクの許可を得て、兄弟のイヴァンとともに追放先から帰還した。おそらく、再びドルツク公国を領有したものとされる。『ニコン年代記(ru)』には、ログヴォロドは1143年に、かつてのキエフ大公ムスチスラフの子のイジャスラフの娘と結婚した（且つ、それはイジャスラフがペレヤスラヴリ公位にあったときであった）という言及がある。おそらく、それはポロツク公ヴァシリコが死に、ログヴォロドがポロツク公位を得た1144年のことと考えられる。
しかし、ログヴォロドがポロツク公となってまもなく、ポロツク公位をめぐる内紛が始まる。そして1151年、ポロツクの住民はログヴォロドに対して蜂起し、ログヴォロドを捕らえると、その身柄をミンスク公ロスチスラフに引き渡した。ロスチスラフはポロツク公位に就き、ログヴォロドの本拠地であるドルツクを、自身の息子のグレプに統治させた。ログヴォロドは捕虜の身にあったが、スーズダリ公ユーリーの要請によって解放され、ユーリーの同盟者であるスヴャトスラフの治めるチェルニゴフへと身をよせた。
1158年、ドルツクの人々は、ログヴォロドをドルツク公に招いた。ログヴォロドは、チェルニゴフ公スヴャトスラフから与えられた軍兵をもって、ドルツクからグレプを追放し、再度ドルツクを領有した。これに対して、グレプはミンスク公国軍を呼び寄せ、ドルツクを包囲したが、陥すことはできなかった。
1159年、ポロツクの人々は、ポロツク公位にあったロスチスラフ（上記のロスチスラフ）を追放し、ログヴォロドをポロツク公位に招いた。ポロツク公となったログヴォロドはポロツク公国の統一を目指し、同年イジャスラヴリを占領すると、ブリャチスラフに統治させた。また、フセヴォロドにストレジェフを与えた。さらにはミンスクへの遠征を行ったが、これを陥落させることはできず、包囲戦ののち和平を結んだ。
1160年、ミンスク公ロスチスラフがイジャスラヴリを攻め、イジャスラヴリ公ブリャチスラフ、その兄弟のヴォロドシャを捕虜とした。これに対し、ログヴォロドは再びミンスクを攻めてブリャチスラフら兄弟を奪還すると、和平条約を結んだ。1162年にはロスチスラフの兄弟のヴォロダリが統治するゴロデツを包囲した。しかし、『ヴォルィーニ年代記』によれば、夜陰に乗じてゴロデツから出撃したヴォロダリによってログヴォロドは撃破され、スルツク、ついでドルツクへと敗走した。ログヴォロドはポロツクへの帰還を望まなかったため、ポロツクの人々はフセスラフをポロツク公位に招いた。年代記上には、1162年以降のログヴォロドに関する記述はない。おそらく、死亡（その死はログヴォロドの子のグレプがドルツク公として言及される1180年以前）するまでドルツクを統治していたと考えられる。
6679年（西暦1171年）、十字架と銘文、そしてログヴォロドの名が刻まれた、「ログヴォロドの石(ru)」と呼ばれる巨石がヴォルシャで発見されている。

## 妻子
妻はキエフ大公イジャスラフの娘。子には以下の人物がいる。
- グレプ
- ? ボリス[2]
- ? フセスラフ(ru)[2]
- エヴフロシニヤ
- ? ロスチスラフ(ru)[3]